# Otto Morena
Otto Morena (* um 1100 in Lodi; † nach 1174) war ein Richter in Lodi und Chronist.

## Leben
Er war vor 1111 geboren, da er noch die Zerstörung von Lodi durch die Mailänder in diesem Jahr erlebte. Die umgesiedelten Bürger von Lodi wandten sich 1153 an den Kaiser Friedrich I. (Friedrich Barbarossa) in Konstanz und die Stadt wurde neu gegründet.
Morena war eine der führenden Persönlichkeiten in Lodi in der Mitte des 12. Jahrhunderts und seit den 1130er Jahren Richter. Kaiser Lothar III hatte ihn zum iudex ac missus ernannt. Im Jahr 1143 ist er als Konsul belegt und auch noch 1174. Er war auch Anwalt und Notar der Bischöfe von Lodi.
Ab etwa 1160 verfasste er eine Chronik (Historia Friderici I. imperatoris), die Handlungen von Friedrich I. in der Lombardei bis von 1153 bis zum Winter 1161/62 darstellte. Sie wird wegen ihrer Gewissenhaftigkeit und Detailgenauigkeit als Quelle geschätzt. Die Chronik wurde von seinem Sohn Acerbus Morena fortgesetzt. Lodi stand auf Seiten von Kaiser Friedrich Barbarossa in dessen Feldzügen in Italien und die Chronik schildert vor allem die Abwehr der gegnerischen Mailänder, die in der aufstrebenden Stadt eine Konkurrenz sahen,  durch Lodi. Die Zeit ab 1161 überließ er seinem Sohn, da dieser als Teilnehmer an der Belagerung von Mailand und Begleiter des Kaisers Augenzeuge war. Acerbus war spätestens ab 1162 Podestà von Lodi und starb 1167. Der dritte Teil der Chronik setzt 1164 ein. Nach Güterbock stammt der Teil von einem anonymen Verfasser, nach Franz-Josef Schmale kann es aber auch Otto Morena selbst gewesen sein. Er behandelt den Zug von Friedrich Barbarossa nach Rom (auch wieder begleitet von Acerbus) und geht bis zur Einsetzung eines dem Lombardenbund genehmen Bischofes in Lodi 1167. Die Sprache der Chronik zeigt geringe Bildung im Lateinischen und verzichtet auf Ausschmückungen und ist in zwei Handschriften aus dem 15. bzw. 16. Jahrhundert überliefert. Spätere Bearbeitungen verbesserten das Latein.

## Schriften
- Ferdinand Güterbock: Das Geschichtswerk des Otto Morena und seiner Fortsetzer über die Taten Friedrichs I. in der Lombardei (Ottonis Morenae et continuatorum historia Frederici I.), Monumena Germaniae Historica, Scriptores rerum Germanicarum, Nova Series, Band 7, 1930, Digitalisat, MGH
  - Deutsche Übersetzung in: Franz-Josef Schmale: Italienische Quellen über die Taten Kaiser Friedrichs I. in Italien und der Brief über den Kreuzzug Kaiser Friedrichs I., Ausgewählte Quellen zur deutschen Geschichte des Mittelalters, Band 17 a, Wissenschaftliche Buchgesellschaft, Darmstadt 1986